# Wspinaczka sportowa na Zimowych Światowych Wojskowych Igrzyskach Sportowych 2017 – prowadzenie kobiet

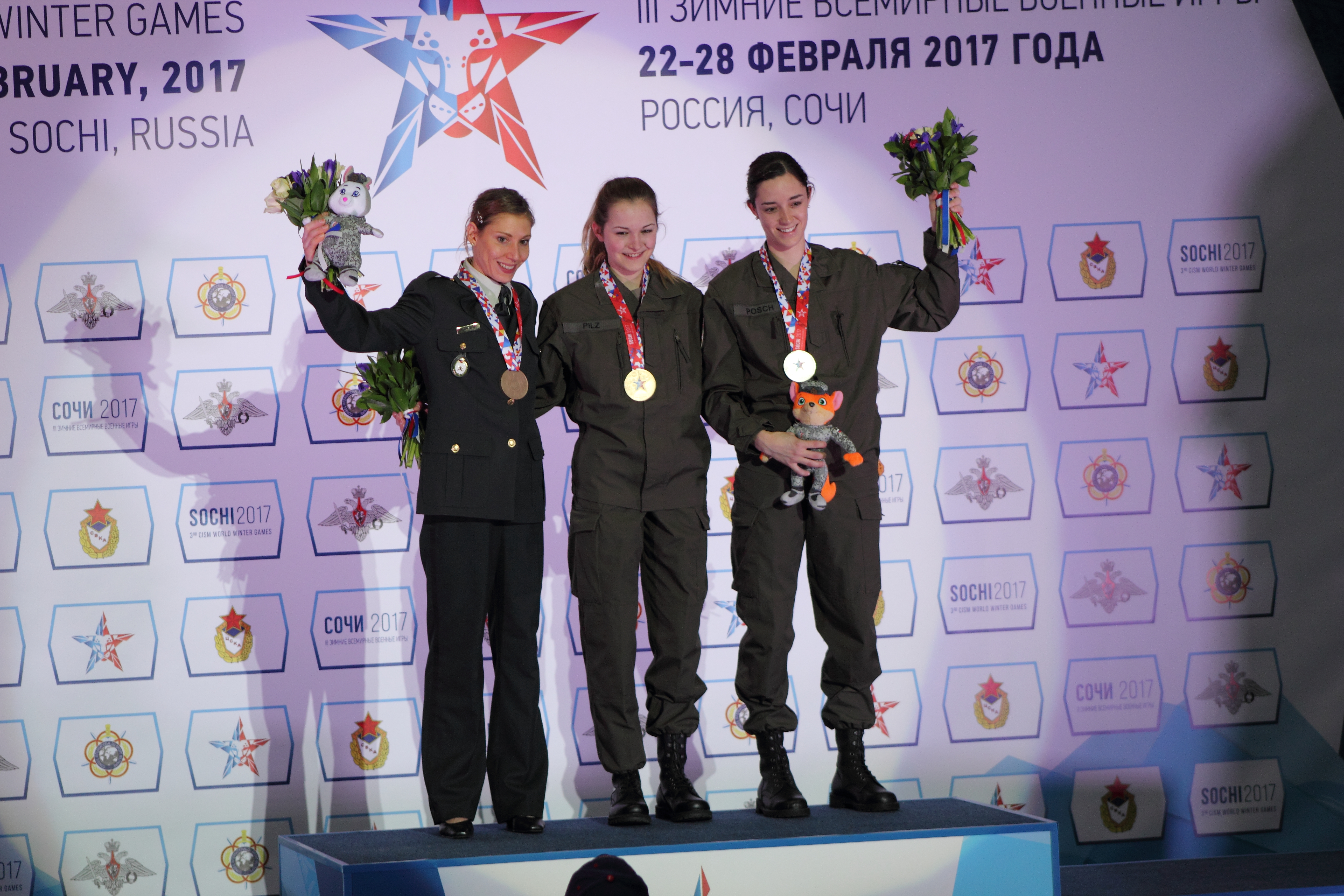
Soczi 2017. Podium "w prowadzeniu"

Prowadzenie – jedna z ekstremalnych konkurencji sportowych rozgrywana  przez  kobiety w ramach wspinaczki sportowej na 3. Zimowych Światowych Wojskowych Igrzyskach Sportowych w pałacu lodowym „Bolszoj” w Soczi w dniach 24 –25 marca 2017. 
W konkurencji prowadzenie pań zdominowały Austriaczki Jessica Pilz i Katharina Posch, a zawodniczki po etapie klasycznych kwalifikacji rozgrywały je w formule duel.

## Terminarz
Konkurencja rozpoczęła się eliminacjami w dniu 24 lutego o godzinie 11:00 (czasu miejscowego). Finał rozegrano 25 lutego o godz 20:00. Konkurencja kobiet w prowadzeniu odbywała się w  tym samym czasie co zawody mężczyzn.
| Harmonogram przebiegu konkurencji | Harmonogram przebiegu konkurencji | Harmonogram przebiegu konkurencji |
| Data                              | Godzina (UTC+03:00)               | Wydarzenie                        |
| --------------------------------- | --------------------------------- | --------------------------------- |
| 24 lutego 2017(dts)               | 11:00                             | Kwalifikacje                      |
| 25 lutego 2017(dts)               | 11:00                             | Półfinały                         |
| 25 lutego 2017(dts)               | 20:00                             | Finał                             |

## Uczestnicy
Do zawodów zgłoszonych zostało 10 zawodniczek reprezentujących 4 kraje.
- Austria (3)
- Francja (2)
- Rosja (3)
- Słowenia (2)

## Medaliści
| Złoto                  | Srebro                    | Brąz                     |
| Jessica Pilz · Austria | Katharina Posch · Austria | Mina Markovič · Słowenia |

## Wyniki
| Rank. | Zawodniczka        | Państwo  | Kwalifikacje | Kwalifikacje | Kwalifikacje | Kwalifikacje | Kwalifikacje | Pół finał | 1/4 duel | 1/4 duel | 1/2 duel | 1/2 duel | Finał duel | Finał duel |
| Rank. | Zawodniczka        | Państwo  | R            | Pkt          | R            | Pkt          | Pkt          | Pół finał |          | Czas     |          | Czas     |            | Czas       |
|       |                    |          |              |              |              |              |              |           |          |          |          |          |            |            |
| 01 !  | Jessica Pilz       | Austria  | TOP          | 4            | TOP          | 4            | 4            | 38+       | TOP      | 3:07     | TOP      | 2:32     | TOP        | 1:41       |
| 02 !  | Katharina Posch    | Austria  | TOP          | 4            | TOP          | 4            | 4            | 32+       | 32+      | 2:42     | TOP      | 2:24     | TOP        | 1:44       |
| 03 !  | Mina Markovič      | Słowenia | TOP          | 4            | TOP          | 4            | 4            | 39+       | TOP      | 4:19     | TOP      | 2:27     | TOP        | 2:22       |
| 4     | Daria Kan          | Rosja    | 37           | 8            | 30+          | 8            | 8            | 16+       | 12+      | 1:35     | 16+      | 1:45     | 16+        | 1:34       |
| 5     | Jewgenija Lapshina | Rosja    | TOP          | 4            | TOP          | 4            | 4            | 31+       | 26+      | 2:06     | N/A      | N/A      | N/A        | N/A        |
| 6     | Jewgenija Malamid  | Rosja    | TOP          | 4            | TOP          | 4            | 4            | 15+       | 16+      | 1:56     | N/A      | N/A      | N/A        | N/A        |
| 7     | Maja Vidmar        | Słowenia | TOP          | 4            | TOP          | 4            | 4            | 35+       | 12       | 2:25     | N/A      | N/A      | N/A        | N/A        |
| 8     | Alice Coldefy      | Francja  | 26+          | 9            | 29           | 9            | 9            | 15+       | 8+       | 0:55     | N/A      | N/A      | N/A        | N/A        |
| 9     | Magdalena Röck     | Austria  | TOP          | 4            | TOP          | 4            | 4            | 15        | N/A      | N/A      | N/A      | N/A      | N/A        | N/A        |
| 10    | Hélène Peineau     | Francja  | 21           | 10           | 25+          | 10           | 10           | 12        | N/A      | N/A      | N/A      | N/A      | N/A        | N/A        |

Źródło: